# Towada
Towada (japanska: 十和田市?, Towada-shi) är en japansk stad i prefekturen Aomori på den norra delen av ön Honshū.
Folkmängden uppgår till cirka 65 000 invånare. Towada fick stadsrättigheter 1 februari 1955, och staden utökades den 1 januari 2005 med kommunen Towadako. En del av Towadasjön är belägen i staden.